# Ходаков Юрій Володимирович
Юрій Володимирович Ходаков (нар. 23 березня 1901 — пом. 2 жовтня 1976, Москва) — хімік.

## Біографія
Юрій Ходаков народився 23 березня 1901 року.
Педагогічну діяльність розпочав у 1921 році.
У 1928 чи 1930 році закінчив хімічний факультет Московського державного університету.
У 1930—1972 роках викладав і вів наукову діяльність у Московському авіаційному інституті на кафедрі хімії. У 1942—1946 роках — завідуючий кафедрою.
1935 року отримав вчене звання професора.
У 1944 році отримав вчене звання доктора хімічних наук.
Протягом 1944—1960 років вів дослідницьку діяльність у НДІ методів навчання АПН РРФСР.
У 1947 році став членом-кореспондентом АПН РРФСР.
У 1968 році став членом-кореспондентом АПН СРСР.
Помер 2 жовтня 1976 у м. Москва.

## Родина[3]
- батько — Ходаков Володимир Якович (бл. 1876 — ?)
- брат — Ходаков Кирило Володимирович(? — бл. 1942)
- брат — Ходаков Дмитро Володимирович (1907 — ?)
- 1-а дружина — Серафима.
  - син — Ходаков Володимир Юрійович (1930)
- 2-а дружина — Селезньова Ірма Миколаївна (1928) — журналіст
  - син від першого браку дружини — Селезньов Олександр — дипломат
  - донька — Ходакова Тетяна Юріївна (1961—2001) — врач-кардіолог

## Нагороди
- Заслужений діяч науки РРФСР — 1963 рік.